# Чан Ны Йен Кхе
Чан Ны Йен Кхе (вьет. Trần Nữ Yên Khê, 12 марта 1968, провинция Ансуен, Южный Вьетнам), также известна как Люгерн Йен Кхе (фр. Yên Khê Luguern) — французская актриса, художник-постановщик, художник по костюмам, вьетнамского происхождения.

## Биография
Родилась 12 марта 1968 года, в бывшей провинции Ансуен, в Южном Вьетнаме.
В возрасте трёх лет вместе с отчимом эмигрировала во Францию.
Во Франции в возрасте 18 лет Йен Кхе закончила частную Высшую школу Камондо по специальности «архитектор-дизайнер интерьера». Выиграла конкурс красоты «Мисс Аозай» вьетнамской общины Франции.

## Карьера
В 1987 году Йен Кхе заметил выпускник французской Национальной высшей школы Луи Люмьера (фр.) молодой кинематографист вьетнамского происхождения Чан Ань Хунг. Он снял её в главной роли своей дипломной работы — короткометражного фильма «Замужняя женщина из уезда Намсыонг» (1987). Короткометражка вошла в конкурсную программу Каннского кинофестиваля 1989 года и была номинирована на «Золотую пальмовую ветвь». С тех пор Йен Кхе стала талисманом для молодого режиссёра. Чан Ань Хунг стал снимать её в главных ролях практически всех своих фильмов.
Первый полнометражный художественный фильм Чан Ань Хунга «Аромат зеленой папайи» (1993), с Чан Ны Йен Кхе в главной роли, был одобрительно принят публикой и критикой, получил несколько крупных премий. Вместе с последующими лентами «Велорикша» (1995) и «Вертикальный луч солнца» (2000), где также снялась Чан Ны Йен Кхе, он составил авторскую «вьетнамскую кинотрилогию» режиссёра, принесшую ему мировое признание. На съемках фильмов трилогии Чан Ны Йен Кхе успела поработать и по своей основной специальности — в качестве художника-декоратора.
После снятого в стиле западных фильмов триллера «Я прихожу с дождем» (2009), где Чан Ны Йен Кхе сыграла роль наркоманки, Чан Ань Хунг захотел экранизировать роман японского писателя Харуки Мураками «Норвежский лес».
Фильм «Норвежский лес» (2010) стал первым фильмом, в котором Чан Ань Хунг решил не снимать актёров не японского происхождения, и поэтому для Чан Ны Йен Кхе как для актрисы места в нём уже не нашлось. Однако она всё же профессионально поработала в этом фильме в качестве художника-постановщика и художника по костюмам под своим прежним именем Люгерн Йен Кхе и в результате в 2011 году стала одним из номинантов на 5-й церемонии награждения Азиатской кинопремией в номинации «лучшие костюмы».
Теперь Чан Ны Йен Кхе можно встретить на фестивалях и как Люгерн Йен Кхе.

## Фильмография

### Актриса
| Год  |     | Русское название                   | Оригинальное название                                                   | Роль                               |
| ---- | --- | ---------------------------------- | ----------------------------------------------------------------------- | ---------------------------------- |
| 1987 | кор | Замужняя женщина из уезда Намсыонг | La Femme Mariée de Nam Xuong / Người thiếu phụ Nam Xương                | Жена / La femme                    |
| 1991 | кор | Камень ожидания                    | La Pierre de l'Attente / Hòn vọng phu                                   | Жена / La femme                    |
| 1993 | ф   | Аромат зелёной папайи              | L'Odeur de la papaye verte / Mùi đu đủ xanh                             | Муи в возрасте 20 лет / Mui 20 ans |
| 1995 | ф   | Велорикша                          | Cyclo / Xích lô / 三輪車伕                                              | «Сестра» / La sœur                 |
| 2000 | ф   | Вертикальный луч солнца            | À la verticale de l'été / Ein Sommer in Hanoi / Mùa hè chiều thẳng đứng | Лиен / Lien                        |
| 2009 | ф   | Я прихожу с дождём                 | Je viens avec la pluie / 幻雨追緝 / I come with the rain                | Лили / Lili                        |
| 2018 | ф   | Третья жена                        | Vợ ba                                                                   | Ха / Hà                            |

### Художник
- 1993 — Аромат зелёной папайи — декоратор-стажёр
- 1995 — Велорикша — декоратор
- 2010 — Норвежский лес — художник-постановщик, художник по костюмам — в титрах указана как Люгерн Йен Кхе[9]

## Награды и номинации
- 2011 — 5-я церемония награждения Азиатской кинопремией — номинация «лучшие костюмы»[10].

## Семья
Муж Чан Ны Йен Кхе — режиссёр и сценарист Чан Ань Хунг. В титрах фильма «Вертикальный луч солнца» (2000) появляется артист Чан Ны Ланг Кхе — «Маленький мышонок». В 2002 году у супружеской пары было уже двое детей.